# Alfred Jung (Heimatforscher)
Alfred Jung (* 31. Dezember 1895 in Halver; † 13. März 1980 ebenda) war ein deutscher Unternehmer und Heimatforscher.

## Leben und Berufsweg
Jung stammte aus einer alteingesessenen Familie von Schmieden, Familienzweige waren und sind bis in die Gegenwart in mehreren Industriebereichen und Betrieben in der Region tätig.
Nach Teilnahme als Soldat am Ersten Weltkrieg absolvierte er eine Ausbildung in Burg an der Wupper und studierte u. a. in Brüssel. Danach übernahm er den elterlichen Betrieb „Heinr. Jung & Sohn“, den er vom handwerklichen zum Industriebetrieb der Gesenkschmiede ausbaute und mit über 70 Jahren an seinen Schwiegersohn übergab. Das Unternehmen existierte seit 1892, seine Geschichte ist in einem Buch von Jung zum 75. Firmenjubiläum festgehalten. 1994 fusionierte es zu „Jung, Boucke & Co. KG“, Ende 2015 erlosch die Firmengeschichte nach der 2. Insolvenz nach 2011 und der Abwicklung dieses Nachfolgeunternehmens.
Alfred Jung war führendes bzw. aktives Mitglied im Kuratorium der Forschungsstelle für Gesenkschmieden an der Technischen Hochschule Hannover, beim Verein Deutscher Ingenieure (VDI) (Mitgliedsnummer 21096) sowie im 1934 gegründeten Industrieverband Deutscher Schmieden. Er war seit 1928 im Schmiedeausschuss der VDI-Fachgruppe Betriebstechnik tätig und wurde 1953 dessen Obmann.
Er war Initiator des Deutschen Schmiedemuseums in Altena. Dazu war er Mitglied im Gemeinderat von Halver sowie Abgeordneter im Kreistag des ehemaligen Kreises Lüdenscheid.

## Heimatforscher
Nach dem Ende seiner aktiven Berufslaufbahn widmete sich Jung verstärkt seinen Interessengebieten Heimatforschung, dem Landschaftsschutz sowie der Pflege des lokalen Platts. Jung verfasste mehrere Bücher und Schriften zu diesen Themenbereichen, hielt Lesungen und Vorträge.

## Ehrungen und Auszeichnungen
- 1960 Bundesverdienstkreuz 1. Klasse
- 1961 VDI-Ehrenmünze[4]
- Benennung einer Straße in Halver-Oeckinghausen als „Alfred-Jung-Straße“[8]

## Werke
- Die Jungschmiede - Eine Gesenkschmiede im Märkischen Sauerland, ihr Ursprung aus alter Tradition und ihr Werden von 1892-1967, Eigenverlag, 1967[9]
- Die Orts-, Flur- und Gewässernamen des Amtes Halver, Verlag Der Märker, Altena, 1972
- Die Christianisierung Halvers und die Baugeschichte seiner ältesten Kirchen, Bell Verlag, Halver, 1975
- Halver und Schalksmühle - Untersuchungen und Gedanken zur Siedlungsgeschichte des Amtes Halver, eines alten Kirchspiels im sächsisch-fränkischen Grenzraum, Freunde der Burg Altena, Altena 1978 (Altenaer Beiträge. Arbeiten zur Geschichte und Heimatkunde der ehemaligen Grafschaft Mark 13, ISSN 0516-8260), 381 S.
- Die Geschichte der gewerblichen Tätigkeit und Industrie in den Gemeinden Halver und Schalksmühle (posthum veröffentlicht), Eigenverlag, 1980[10]